# 木腳行動
木脚行动（希伯來語：‎， Mivtza Regel Etz）是以色列于1985年10月1日攻击突尼斯突尼斯市巴勒斯坦解放组织总部的作戰。目标距离行动起点1280英里（2060公里），这是自1976年恩德培行动以来以色列国防军最广为人知的行动。它受到了联合国安理会的谴责。

## 背景
在1982年黎巴嫩战争中被赶出黎巴嫩后，巴解组织将其总部搬到了突尼斯。1985年9月25日，三名枪手在塞浦路斯拉纳卡海岸劫持了一艘以色列游艇，并杀害了船上的三名以色列游客。受害者分别是53岁的鲁文·帕尔图尔、他50岁的妻子埃丝特，以及他们53岁的朋友亚伯拉罕·阿夫内利，他们都来自海法。阿夫内利住在阿拉德，当时他正在附近的塞浦路斯码头度假，那里是以色列人的热门景点。游艇的主人帕尔图尔被描述为一名敬业的水手，活跃在海洋巡防队和其他在以色列推广航海的运动中。
全副武装的行凶者是埃里亚斯·耶亚、纳西夫·马哈茂德和乔治·汉娜，他们都自称是巴勒斯坦人，并以巴勒斯坦民族主义的名义犯下了这一罪行。后者被确认为英国公民兰·迈克尔·戴维森，他曾加入巴解组织，并在两年前与亚西尔·阿拉法特并肩作战。另外两个人说他们来自黎巴嫩。
一个匿名电话告诉法新社耶路撒冷办事处，袭击是由巴解组织精锐的第17部队进行的。 但是，巴解组织官员否认了这一点。以色列人被允许在被射杀前写下他们最后的想法。杀戮的性质在以色列引起了广泛的震惊。巴解组织声称受害者是摩萨德特工，他们在监视从塞浦路斯出发的巴勒斯坦海军交通。他们表示，此次袭击是对两周前以色列海军逮捕并监禁17军高级指挥官费萨尔·阿布·沙拉的回应。沙拉当时乘坐的是一艘定期往返于贝鲁特和拉纳卡之间的小船“机会号”，被一艘载有摩萨德特工的以色列海军巡逻艇拦下。沙拉被捕，被带到以色列接受审讯。他随后受到审判，并被判重刑。从那时起，以色列海军和摩萨德拦截了其他几艘船只，逮捕了涉嫌恐怖活动的乘客。
以色列要求引渡杀人犯，但塞浦路斯当局希望在本国审判他们。
以色列内阁和以色列空军希望立即进行报复，并选择了巴解组织的突尼斯总部作为他们的目标。乔纳森·波拉德提供给以色列的有关突尼斯和利比亚防空系统的情报，为这次袭击提供了极大的便利。唐·托马斯在他有争议的书《吉迪恩的间谍》中声称，阿拉伯媒体随后关于以色列报复的警告，很多都是摩萨德心理战部的人编造出来的。
在袭击前夜，突尼斯向美国表达了它可能受到以色列袭击的担忧。然而，据一位突尼斯高级官员说，美国向突尼斯保证没有理由担心。

## 行動經過
执行攻击的是10架F-15鹰，6架来自106“矛之边缘”中队，4架来自133“双尾骑士”中队。八架飞机将攻击目标，剩下两架作为后备。这次袭击由陆军中校阿夫纳·纳维领导。10月1日07:00，飞机从泰尔诺夫空军基地起飞。一架经过大量改装的用于加油操作的波音707飞机为在地中海上空飞行的F-15战斗机加油，以便在如此远的距离上执行加油操作。以色列海军在马耳他附近部署了一艘直升飞机运载船来抢救被击落的飞行员，但这些飞行员最后没有用到。这条路线是为了避免被埃及和利比亚雷达以及在地中海巡逻的美国海军船只发现。以色列空军司令阿莫斯·拉皮多认为，突尼斯空军或突尼斯防空部队的抵抗几乎没有意义，但他认为，在这样长的飞行过程中，可能会出现技术问题。
F-15低空飞过海岸，向巴解组织总部发射精确制导炸弹，这是海边的一群沙色建筑。飞机首先攻击南部的位置，这样北风就不会把烟吹到北部的目标上空。攻击持续了六分钟，之后F-15飞回以色列，再次由波音707加油。
巴解组织总部被完全摧毁，尽管该组织的领导人亚西尔·阿拉法特当时不在那里，毫发无伤地逃了出来。以色列声称，大约60名巴解组织成员被杀，包括几名17军队领导人和几名阿拉法特的保镖。此外，这次行动还造成平民旁观者的伤亡。根据其他来源，56名巴勒斯坦人和15名突尼斯人被打死，约100人受伤。医院方面的消息称，最终的死亡人数为47人，受伤65人。以色列记者安农·卡佩留乌克在现场报道（“一个度假胜地，有几十个住宅、度假别墅和巴解组织的办公室并排，即使离得很近也很难区分”）：
在被炸毁的建筑物里的人被炸得面目全非。他们给我看了一系列死者的照片。“你可以拿去，”有人告诉我。我把照片落在办公室了。世界上没有哪家报纸会刊登这样的恐怖照片。有人告诉我，一个在总部附近卖三明治的突尼斯男孩被撕成了碎片。他父亲通过他脚踝上的伤疤认出了尸体。我的向导告诉我:“一些伤员从废墟下被救了出来，看起来很健康，没有受伤。”半小时后，他们瘫倒在地，死了。显然他们的内脏被爆炸震毁了。”
由于袭击发生在离以色列很远的地方，突尼斯总统哈比卜·布尔吉巴在1990年的一篇文章中说，他认为，即使没有涉及美国的合作，美国也一定知道这次袭击计划。

## 結果
这次袭击引发了强烈抗议，甚至在以色列最强大的盟友美国看来也是如此。尽管里根政府最初将此次袭击定性为“对恐怖主义的合法回应”，但后来又表示，这次袭击“不能被宽恕”。这次袭击还损害了美国政府与突尼斯总统哈比卜·布尔吉巴的关系。突尼斯认为美国知道这次袭击，并可能参与其中，因此考虑与美国断绝外交关系。
埃及暂停了与以色列就有争议的边境城镇塔巴的谈判。以色列总理西蒙·佩雷斯说:“这是一种自卫行为。”
在联合国安理会573号决议中，安全理事会投票（美国弃权）谴责对突尼斯领土的攻击是对《联合国宪章》的公然违反，并认为突尼斯有权得到适当的赔偿。
1985年11月乔纳森·波拉德被捕后，据报道，由于波拉德向以色列传送的卫星图像，以色列的报复得到了协助。
在波拉德的法庭辩护备忘录中，他说，他的以色列联络人“强调，如果没有我提供的信息，就不可能完成任务。”
突尼斯国内爆发了公愤。袭击发生一周后，这个国家的小犹太社群发现自己成了个别反犹行为的目标，比如侮辱和向犹太人商店投掷石块。1985年10月8日，在哲尔巴岛，一名突尼斯警官的兄弟在巴解组织总部被杀，他在犹太教堂举行辛姆查托拉仪式时开枪打死了5岁的约阿夫·哈达德、14岁的耶胡迪特·布查里斯和56岁的海姆·科恩。

## 外部連結
- Security Council Resolution condemning raid （页面存档备份，存于） - 以色列外交部
- isayeret.com - 以色列特種部隊資料
- 1985 press conference on attack （页面存档备份，存于） - 以色列外交部
- The Long Reach of the IAF